# Людина з завтра
«Людина з завтра» (англ. The Man from Tomorrow) — канадський науково-фантастичний пригодницький телесеріал, який виходив на телеканалі CBC Television у 1958 році.

## Сюжет
Головний герой, Мельпар, вирушив у минуле, щоб познайомитися з парою хлопців у 1950-х роках. Їхні пригоди охоплюють подорож на Марс. 

## Показ
15-хвилинні серії транслювались у понеділок о 17:00 (Східний час) у період з 7 липня по 6 жовтня 1958 року.